# Edward Speleers
Edward John «Ed» Speleers (Chichester, Inglaterra, 7 de abril de 1988) es un actor y productor de cine británico. Speleers es conocido por interpretar al personaje principal en la película Eragon (2006), así como a Jimmy (primer lacayo a partir de la tercera temporada) de la premiada serie de televisión Downton Abbey. En 2023 interpreta a Jack Crusher en Star Trek: Picard.

## Vida personal
Ed Speleers nació el 7 de abril de 1988 en el St Richards Hospital de la ciudad de Chichester en West Sussex, Inglaterra. 
Cuando sus padres se divorciaron, su madre se trasladó a España a vivir, mientras que su padre, John Speleers, trabaja como consultor financiero en Londres. Tiene dos hermanastros. 
Speleers asistió a dos escuelas independientes de Inglaterra, a la edad de 7 años en la Dorset House School de la ciudad de Bury, cerca de Pulborough, y la educación secundaria en la escuela para hombres Eastbourne College, en la ciudad de Eastbourne.

## Trayectoria cinematográfica
Su primera actuación la hizo cuando estuvo en Dorset House School, al interpretar a Peter Pan en una obra de teatro. En secundaria y de una forma más seria, formó parte de obras tales como Un tranvía llamado Deseo de Tennessee Williams, Ricardo III y Hamlet, ambas de William Shakespeare.
Su primera actuación ante las cámaras fue en un cortometraje llamado Metropolis, dirigido por el neozelandés Charlie Bleakley en donde interpretó a un adicto al autoplacer.
Antes de ganar el codiciado papel de Eragon, Speleers conoció a Pippa Hall, encargada del casting para la película de Las Crónicas de Narnia. Su segunda oportunidad vino con una pelea por el papel del joven Hannibal Lecter en la película titulada Hannibal, el origen del mal, pero el papel lo ganó el francés Gaspard Ulliel.
Pero como dicen, la tercera es la vencida y para Ed Speleers su tercera oportunidad se convirtió en la ticket a la fama, llevándose el papel de Eragon venciendo a más de 180 000 aspirantes, para protagonizar la película Eragon (2006).

## Filmografía

### Cine

#### Películas
| 2006 | Eragon                          | Eragon                 | Stefen Fangmeier |
| 2011 | A Lonely Place to Die           | Ed                     | Julian Gilbey    |
| 2012 | Love Bite                       | Jamie                  | Andy De Emmony   |
| 2014 | Plastic                         | Sam                    | Julian Gilbey    |
| 2015 | Howl                            | Joe                    | Paul Hyett       |
| 2015 | Remainder                       | Greg                   | Omer Fast        |
| 2016 | Alice Through the Looking Glass | James Harcourt         | James Bobin      |
| 2017 | Breathe                         | Colin Campbell         | Andy Serkis      |
| 2018 | The House That Jack Built       | Ed, oficial de policía | Lars von Trier   |
| 2018 | Zoo                             | John                   | Antonio Tublen   |
| 2019 | For Love or Money               | Johnny                 | Mark Murphy      |
| TBA  | Midas Man                       | Tex Ellington          | Joe Stephenson   |

#### Cortometrajes
| 2010 | Deathless                  | John Ray     | Aimee Powell      |
| 2011 | The Ride                   | Estudiante   | Marion Pilowsky   |
| 2012 | Metamorphosis: Titian 2012 | Acteon       | Luke White        |
| 2013 | Turncoat                   | Nathan Reece | Will Gilbey       |
| 2017 | Wale                       | Ed           | Barnaby Blackburn |

### Televisión
| 2008      | Moving Wallpaper                    | Ed Speleers (No acreditado) | Serie de TV                      |
| 2008      | Moving Wallpaper: The Mole          | Ed Speleers (No acreditado) | Cortometraje de TV               |
| 2008      | Echo Beach                          | Jimmy Penwarden             | Serie de TV                      |
| 2009      | Shirasu Jirô                        | Robin Cecil Byng            | Serie de TV                      |
| 2010      | Witchville (La aldea maldita)       | Jason Grint                 | Película de TV                   |
| 2012—2014 | Downton Abbey                       | Jimmy Kent                  | Serie de TV (15 episodios)       |
| 2015      | Wolf Hall                           | Edward Seymour              | Miniserie de TV                  |
| 2015      | Agatha Christie's Partners in Crime | Carl Denham                 | Serie de TV (3 episodios N or M) |
| 2016      | Beowulf                             | Slean                       | Serie de TV                      |
| 2018-2020 | Outlander                           | Stephen Bonnet              | Serie de TV                      |
| 2023      | Star Trek: Picard                   | Jack Crusher                | Serie de TV                      |
| 2023      | You                                 | Rhys Montrose               | serie de TV Netflix              |
| 2024      | Irish Wish                          | James Thomas                | serie de TV Netflix              |